# تاوون
التاوون (من الحرف اليوناني تاو (τ) المستعمل لتمثيله) والمعروف أيضا باسم تاو أو جسيم تاو أو ليبتون تاو: هو جسيم أولي مشابه للإلكترون بشحنة كهربائية سالبة ودوران مغزلي 1⁄2. يبلغ نصف العمر له 2.906(10)×10−13 ثانية . ينضم التاوون بالإضافة إلى للإلكترون والميوون والنيوترينوات الثلاثة في عائلة الليبتون. فعائلة اللبتونات تضم الجسيمات الخفيفة  من الجسيمات الأولية أو يكون عمر النصف لها  قصير جدا .
مثل جميع الجسيمات الأولية هناك جسيم مضاد للتاوون يحمل شحنة موجبة لكن كتلتة ودورانه المغزلي Spin  مماثلين لـ كاون K، وهو يسمى التاوون المضاد (أو التاوون الموجب). يرمز للتاوون بالرمز 
τ−
 والتاوون المضاد بالرمز 
τ+
.
يبلغ متوسط عمر التاوون 2.9×10−13 s وكتلته 1777 MeV/c2  (للمقارنة كتلة الميوون هي105.7 MeV/c2 وكتلة الإلكترون 0.511 MeV/c2 ) .  ونظرا لأن تفاعلاتهم متماثلة جدا لتفاعلات الإلكترون ، فإن جسيم تاو لا يطلق اشعاعا مثل مايطلقه الإلكترون من  أشعة انكباح Bremsstrahlung ; بالتالي فهو جسيم شديد النفاذية ، أكثر كثيرا من الإلكترون.
أما كتلة البروتون فهي بمقياس الطاقة تعادل  938 MeV/c2 ؛ أي أن التاوون يعتبر ضعف كتلة البروتون ولكن عمره قصير جدا جدا.
بما أن تفاعلات التاوون مشابهة جدا لتفاعلات الإلكترون، لا يمكن التفريق بينهما إلا بكتلة التاوون الأثقل بكثير من كتلة الإلكترون. وبسبب هذه الكتلة الكبيرة فإن التاوون لا يصدر أشعة انكباح كالإلكترون ، لذا فله قابلية اختراق أكبر من الإلكترون. ومع ذلك ، بسبب عمره القصير جدا ، يتم تعيين التاوون بشكل رئيسي بطول زمن  اضمحلاله، الذي هو صغير جدا يصعب مشاهدته  في أشعة الانكباح .  قوة اختراقه تظهر فقط في طاقات  عالية (أكثر من طاقات پيتاالإلكترون فولت وبواسطتها تم تعيين عمر النصف له.).
وبسبب عمر النصف القصير جدا جدا له فإن مدى جسيمات تاو يحدد على أساس مدة اضمحلالهم ، التي هي قصيرة جدا لكي تلاحط عن طريق أشعة الإنكباح. وتظهر قدرتهم الكبيرة على الإختراق فقط في السرعات العالية جدا ، حيث يعمل تمدد الزمن على إطالة مسارهم .
وكما هو الحال مع الجسيمات  الأولية اللبتونات فإن تاو له تاو نيوترينو مرافق
{\displaystyle \nu _{\tau }}.

## تسميته واكتشافه
أعطي للتاوون الرمز τ وهو عن اليونانية ومعناها τρίτον, tríton أي «الثالث»  ، ذلك لأن جسيم ليبتون-τ هو ثالث جسيم مشحون كهربيا مماثلا للإلكترون يكتشفه العلماء. .  اكتشفه الفيزيائي مارتن بيرل وزملائه عندما كانوا يجربون اصطدام الإلكترون المسرع بالبوزيترون المسرع في معجل جسيمات ستانفورد في عام 1975 . ومع أن كلا من الإلكترون والبوزيترون تبلغ كتلته 51و0 مليون إلكترون فولط/ مربع سرعة الضوء ( وتكتب الإنجليزية 51و0  MeV/c2) في حالة السكون ، إلا أن تسريعهما إلى سرعة مقاربة لسرعة الضوء في المعجل أكسبتهما طاقة حركة كبيرة جدا جدا تكفي لأن ينتجا عند اصطدامهما رأسيا جسيما كتلته آلاف أضعاف كتلتيهما حيث تتحول طاقة حركتهما إلى مادة ، وبهذا ينشأ التاوون . هذا متفق تماما مع قانون أينشتين عن تكافؤ الطاقة والكتلة .
تبلغ كتلة السكون للتاوون  1777 MeV/c2  ، أي نحو ألفي ضعف مجموع كتلتي السكون للإلكترون والبوزيترون ، وهذا مثال حي من الفيزياء يبين كيف يولد طفل أكبر كثيرا من آبائه.
حاز بيرل في عام 1995 على جائزة نوبل للفيزياء لاكتشافه جسيم التاوون.

## تحلل التاوون

Feynman-Diagramm der häufigsten Zerfallskanäle, wobei gilt

يتحلل التاوون  τ بعد نشأته سريعا جدا جدا ، وهو يتحلل بصفة ريئسية إلى لبتونات خفيفة طبقا للمعادلتين :
{\displaystyle \tau ^{-}\to e^{-}+{\bar {\nu }}_{e}+\nu _{\tau }\quad (17{,}83\pm 0{,}04)\,\%}
{\displaystyle \tau ^{-}\to \mu ^{-}+{\bar {\nu }}_{\mu }+\nu _{\tau }\quad (17{,}41\pm 0{,}04)\,\%}
احتمال  تحلله بهاتين الطريقتين تبلغان 8و17% و 4و17%.
كما يتحلل بطرق أخرى إلى جسيمات أثقل (هادرونات) ، مثل بيون أو كاون. المعادلات التالية تؤتي ببعض تلك الطرق (وتسمى أحيانا قنوات تحلل أو قنوات اضمحلال) ونسب احتمال حدوثها
{\displaystyle \tau ^{-}\to \pi ^{-}+\pi ^{0}+\nu _{\tau }\quad (25{,}52\pm 0{,}09)\,\%}
{\displaystyle \tau ^{-}\to \pi ^{-}+\nu _{\tau }\quad (10{,}83\pm 0{,}06)\,\%}
{\displaystyle \tau ^{-}\to 2\pi ^{-}+\pi ^{+}+\nu _{\tau }\quad (9{,}31\pm 0{,}06)\,\%}
{\displaystyle \tau ^{-}\to \pi ^{-}+2\pi ^{0}+\nu _{\tau }\quad (9{,}30\pm 0{,}11)\,\%}
{\displaystyle \tau ^{-}\to 2\pi ^{-}+\pi ^{+}+\pi ^{0}+\nu _{\tau }\quad (4{,}62\pm 0{,}06)\,\%}
احتمال تحلله بقناة معينة مكتوبة بين أقواس طبقا لنسبتها المئوية للحدوث. وتوجد قنوات أخرى يتحلل بواسطها ولكن احتمال حدوثها أقل من 1%.

## وصلات خارجية
- Nobel Prize in Physics 1995
- Perl's logbook showing tauon discovery
- A Tale of Three Papers gives the covers of the three original papers announcing the discovery.